# Cuthbert, Georgia
Cuthbert är administrativ huvudort i Randolph County i Georgia. Orten har fått namn efter politikern John Alfred Cuthbert. Vid 2010 års folkräkning hade Cuthbert 3 873 invånare.

## Kända personer från Cuthbert
- Fletcher Henderson, jazzmusiker
- Larry Holmes, boxare